# Copa Federació 2016 (tennis)
La Copa Federació 2016 de tennis, coneguda oficialment com a Fed Cup by BNP Paribas 2016, correspon a la 54a edició de la Copa Federació de tennis, la competició nacional de tennis més important en categoria femenina.
L'equip txec va guanyar el cinquè títol del seu palmarès, tots aconseguits en els darrers sis anys i els tres últims de forma consecutiva.

## Grup Mundial
| Equips participants | Equips participants | Equips participants | Equips participants |
| ------------------- | ------------------- | ------------------- | ------------------- |
| Alemanya (4)        | França              | Itàlia (3)          | Països Baixos       |
| Romania             | Rússia (2)          | Suïssa              | Txèquia (1)         |

### Quadre
|  | Primera ronda 6 - 7 de febrer        | Primera ronda 6 - 7 de febrer | Primera ronda 6 - 7 de febrer           |                                 |         | Semifinals 16 - 17 d'abril | Semifinals 16 - 17 d'abril         | Semifinals 16 - 17 d'abril |  |   | Final 12 - 13 de novembre | Final 12 - 13 de novembre | Final 12 - 13 de novembre |
|  |                                      |                               |                                         |                                 |         |                            |                                    |                            |  |   |                           |                           |                           |
|  | Cluj-Napoca, Romania (dura interior) |                               |                                         |                                 |         |                            |                                    |                            |  |   |                           |                           |                           |
|  | 1                                    | Txèquia                       | 3                                       |                                 |         |                            |                                    |                            |  |   |                           |                           |                           |
|  | 1                                    | Txèquia                       | 3                                       | Lucerna, Suïssa (dura interior) |         |                            |                                    |                            |  |   |                           |                           |                           |
|  |                                      | Romania                       | 2                                       |                                 |         |                            |                                    |                            |  |   |                           |                           |                           |
|  |                                      | Romania                       | 2                                       | 1                               | Txèquia | 3                          |                                    |                            |  |   |                           |                           |                           |
|  | Leipzig, Alemanya (dura interior)    |                               |                                         | 1                               | Txèquia | 3                          |                                    |                            |  |   |                           |                           |                           |
|  |                                      |                               | Suïssa                                  | 2                               |         |                            |                                    |                            |  |   |                           |                           |                           |
|  |                                      | Suïssa                        | Suïssa                                  | 2                               | 3       |                            |                                    |                            |  |   |                           |                           |                           |
|  |                                      | Suïssa                        |                                         |                                 | 3       |                            | Estrasburg, França (dura interior) |                            |  |   |                           |                           |                           |
|  | 4                                    | Alemanya                      | 2                                       |                                 |         |                            |                                    |                            |  |   |                           |                           |                           |
|  | 4                                    | Alemanya                      | 2                                       |                                 |         |                            |                                    |                            |  | 1 | Txèquia                   | 3                         |                           |
|  | Marsella, França (dura interior)     |                               |                                         |                                 |         |                            |                                    |                            |  | 1 | Txèquia                   | 3                         |                           |
|  |                                      |                               | França                                  | 2                               |         |                            |                                    |                            |  |   |                           |                           |                           |
|  | 3                                    | Itàlia                        | França                                  | 2                               | 1       |                            |                                    |                            |  |   |                           |                           |                           |
|  | 3                                    | Itàlia                        | Trélazé, França (terra batuda interior) |                                 | 1       |                            |                                    |                            |  |   |                           |                           |                           |
|  |                                      | França                        | 4                                       |                                 |         |                            |                                    |                            |  |   |                           |                           |                           |
|  |                                      | França                        | 4                                       |                                 | França  | 3                          |                                    |                            |  |   |                           |                           |                           |
|  | Moscou, Rússia (dura interior)       |                               |                                         |                                 | França  | 3                          |                                    |                            |  |   |                           |                           |                           |
|  |                                      |                               | Països Baixos                           | 2                               |         |                            |                                    |                            |  |   |                           |                           |                           |
|  |                                      | Països Baixos                 | Països Baixos                           | 2                               | 3       |                            |                                    |                            |  |   |                           |                           |                           |
|  |                                      | Països Baixos                 |                                         |                                 | 3       |                            |                                    |                            |  |   |                           |                           |                           |
|  | 2                                    | Rússia                        | 1                                       |                                 |         |                            |                                    |                            |  |   |                           |                           |                           |

## Play-off del Grup Mundial
Els partits del Play-off del Grup Mundial es van disputar el 16 i 17 d'abril de 2016 i hi van participar els quatre equips perdedors de la primera ronda del Grup Mundial contra els quatre equips guanyadors del Grup Mundial II. L'elecció dels caps de sèrie es va basar en el rànquing de la Copa Federació.
| Seu (superfície)                                                    | Equip local   | Resultat | Equip visitant |
| ------------------------------------------------------------------- | ------------- | -------- | -------------- |
| Luzhniki Small Sports Arena, Moscou, Rússia (terra batuda interior) | Rússia (1)    | 2 − 3    | Belarús        |
| Club de Tennis Lleida, Lleida, Espanya (terra batuda)               | Espanya       | 4 − 0    | Itàlia (2)     |
| Sala Polivalenta, Cluj-Napoca, Romania (terra batuda interior)      | Romania       | 1 − 4    | Alemanya (3)   |
| Queensland Tennis Centre, Brisbane, Austràlia (terra batuda)        | Austràlia (4) | 0 − 4    | Estats Units   |

## Grup Mundial II
Els partits del Grup Mundial II es van disputar el 6 i 7 de febrer de 2016. Els vencedors van accedir al Play-off del Grup Mundial, mentre que els derrotats van accedir al Play-off del Grup Mundial II.
| Seu (superfície)                                               | Equip local  | Resultat | Equip visitant |
| -------------------------------------------------------------- | ------------ | -------- | -------------- |
| Aegon Arena, Bratislava, Eslovàquia (dura interior)            | Eslovàquia   | 2 − 3    | Austràlia (1)  |
| Pavillon des Sports, Ciutat del Quebec, Canadà (dura interior) | Canadà (2)   | 2 − 3    | Belarús        |
| Holua Tennis Center, Kailua, Estats Units (dura)               | Estats Units | 4 − 0    | Polònia (3)    |
| Kraljevo Sports Centre, Kraljevo, Sèrbia (dura interior)       | Sèrbia (4)   | 0 − 4    | Espanya        |

## Play-off del Grup Mundial II
Els partits del Play-off del Grup Mundial es van disputar el 16 i 17 d'abril de 2016 i hi van participar els quatre equips perdedors del Grup Mundial II i els quatre equips classificats del Grup I del sectors. L'elecció dels caps de sèrie es va basar en el rànquing de la Copa Federació.
| Seu (superfície)                                                  | Equip local | Resultat | Equip visitant       |
| ----------------------------------------------------------------- | ----------- | -------- | -------------------- |
| Aleksandar Nikolic Arena, Belgrad, Sèrbia (terra batuda interior) | Sèrbia (1)  | 2 − 3    | Bèlgica              |
| AEGON Arena, Bratislava, Eslovàquia (terra batuda interior)       | Eslovàquia  | 3 − 2    | Canadà (2)           |
| Hala Widowiskowo, Inowrocław, Polònia (dura interior)             | Polònia (3) | 1 − 4    | República de la Xina |
| CAMPA Tennis Club, Kíev, Ucraïna (dura)                           | Ucraïna     | 4 − 0    | Argentina (4)        |

## Sector Àfrica/Europa

### Grup I
Els partits del Grup I del sector africano-europeu es van disputar entre el 3 i el 6 de febrer de 2016 sobre pista dura exterior en el Municipal Tennis Centre d'Eilat, Israel. Dividits en tres grups de quatre països i un de tres, els vencedors dels grups es van enfrontar en una eliminatòria, i els dos vencedors van accedir al Play-off del Grup Mundial II. El mateix cas pels perdedors dels quatre grups, on els perdedors van descendir al Grup II del sector Àfrica/Europa.
Grup A
|            | Suècia | Portugal | Ucraïna | V − D | Partits | Pos. |
| Suècia (1) |        | 1−2      | 0−3     | 0 − 2 | 1 − 5   | 3    |
| Portugal   | 2−1    |          | 0−3     | 1 − 1 | 2 − 4   | 2    |
| Ucraïna    | 3−0    | 3−0      |         | 2 − 0 | 6 − 0   | 1    |

Grup B
|                | Regne Unit | Geòrgia | Sud-àfrica | V − D | Partits | Pos. |
| Regne Unit (2) |            | 2−1     | 3−0        | 2 − 0 | 5 − 1   | 1    |
| Geòrgia        | 1−2        |         | 3−0        | 1 − 1 | 4 − 2   | 2    |
| Sud-àfrica     | 0−3        | 0−3     |            | 0 − 2 | 0 − 6   | 3    |

Grup C
|             | Croàcia | Estònia | Israel | Turquia | V − D | Partits | Pos. |
| Croàcia (3) |         | 2−1     | 1−2    | 2−1     | 2 − 1 | 5 − 4   | 2    |
| Estònia     | 1−2     |         | 0−3    | 2−1     | 1 − 2 | 3 − 6   | 3    |
| Israel      | 2−1     | 3−0     |        | 1−2     | 2 − 1 | 6 − 3   | 1    |
| Turquia     | 1−2     | 1−2     | 2−1    |         | 1 − 2 | 4 − 5   | 4    |

Grup D
|             | Hongria | Bèlgica | Bulgària | Letònia | V − D | Partits | Pos. |
| Hongria (4) |         | 0−3     | 1−2      | 1−2     | 0 − 3 | 2 − 7   | 4    |
| Bèlgica     | 3−0     |         | 3−0      | 3−0     | 3 − 0 | 9 − 0   | 1    |
| Bulgària    | 2−1     | 0−3     |          | 2−1     | 2 − 1 | 4 − 5   | 2    |
| Letònia     | 2−1     | 0−3     | 1−2      |         | 1 − 2 | 3 − 6   | 3    |

Play-offs
| Ronda          | Equip A    | Resultat | Equip B    |
| -------------- | ---------- | -------- | ---------- |
| Ascens         | Bèlgica    | 2 − 0    | Regne Unit |
| Ascens         | Ucraïna    | 3 − 0    | Israel     |
| Cinquè / Vuitè | Geòrgia    | 2 − 1    | Bulgària   |
| Cinquè / Vuitè | Portugal   | 0 − 2    | Croàcia    |
| Descens        | Sud-àfrica | 0 − 2    | Hongria    |
| Descens        | Suècia     | 0 − 2    | Turquia    |

### Grup II
Els partits del Grup II del sector africano-europeu es van disputar entre el 13 i el 16 d'abril de 2016 sobre pista dura exterior en el Gezira Club del Caire, Egipte. Dividits en dos grups de quatre països, els dos primers classificats de cada grup es van enfrontar en una eliminatòria, i els dos vencedors van accedir al Grup I del sector. Els dos últims classificats de cada grup es van enfrontar en una eliminatòria, on els dos equips perdedors van descendir al Grup III del sector Àfrica/Europa.
Grup A
|               | Finlàndia | Dinamarca | Lituània | V − D | Partits | Pos. |
| Finlàndia (1) |           | 0−3       | 1−2      | 0−2   | 1−5     | 3    |
| Dinamarca     | 3−0       |           | 3−0      | 2−0   | 6−0     | 1    |
| Lituània      | 2−1       | 0−3       |          | 1−1   | 2−4     | 2    |

Grup B
|                      | Liechtenstein | Egipte | Àustria | Bòsnia i Hercegovina | V − D | Partits | Pos. |
| Liechtenstein (2)    |               | 1−2    | 3−0     | 1−2                  | 1−2   | 5−4     | 4    |
| Egipte               | 2−1           |        | 0−3     | 0−3                  | 1−2   | 2−7     | 3    |
| Àustria              | 0−3           | 3−0    |         | 2−1                  | 2−1   | 5−4     | 1    |
| Bòsnia i Hercegovina | 2−1           | 3−0    | 1−2     |                      | 2−1   | 6−3     | 2    |

Play-offs
| Ronda   | Equip A       | Resultat | Equip B              |
| ------- | ------------- | -------- | -------------------- |
| Ascens  | Dinamarca     | 1 − 2    | Bòsnia i Hercegovina |
| Ascens  | Lituània      | 0 − 2    | Àustria              |
| Descens | Finlàndia (1) | 0 − 2    | Egipte               |

### Grup III
Els partits del Grup III del sector africano-europeu es van disputar entre l'11 i el 16 d'abril de 2016 sobre terra batuda exterior a l'Hotel Bellevue d'Ulcinj, Montenegro. Dividits en tres grups de quatre països i un de cinc, els primers classificats de cada grup es van enfrontar en una eliminatòria, i els dos vencedors van accedir al Grup II del sector Àfrica/Europa.
Grup A
|             | Tunísia | Grècia | Luxemburg | Malta | V − D | Partits | Pos. |
| Tunísia (1) |         | 1−2    | 1−2       | 3−0   | 1−2   | 5−4     | 3    |
| Grècia      | 2−1     |        | 1−2       | 3−0   | 2−1   | 6−3     | 2    |
| Luxemburg   | 2−1     | 2−1    |           | 3−0   | 3−0   | 7−2     | 1    |
| Malta       | 0−3     | 0−3    | 0−3       |       | 0−3   | 0−9     | 4    |

Grup B
|                    | Irlanda | Armènia | Islàndia | Macedònia del Nord | V − D | Partits | Pos. |
| Irlanda (2)        |         | 2−1     | 3−0      | 1−2                | 2−1   | 6−3     | 2    |
| Armènia            | 1−2     |         | 3−0      | 1−2                | 1−2   | 5−4     | 3    |
| Islàndia           | 0−3     | 0−3     |          | 0−3                | 0−3   | 0−9     | 4    |
| Macedònia del Nord | 2−1     | 2−1     | 3−0      |                    | 3−0   | 7−2     | 1    |

Grup C
|              | Moldàvia | Algèria | Madagascar | Xipre | V − D | Partits | Pos. |
| Moldàvia (3) |          | 3−0     | 1−2        | 2−1   | 2−1   | 6−3     | 1    |
| Algèria      | 0−3      |         | 0−3        | 1−2   | 0−3   | 1−8     | 4    |
| Madagascar   | 2−1      | 3−0     |            | 1−2   | 2−1   | 6−3     | 2    |
| Xipre        | 1−2      | 2−1     | 2−1        |       | 2−1   | 5−4     | 3    |

Grup D
|                | Montenegro | Kosovo | Marroc | Moçambic | Noruega | V − D | Partits | Pos. |
| Montenegro (4) |            | 3−0    | 2−1    | 3−0      | 1−2     | 3−1   | 9−32    | 2    |
| Kosovo         | 0−3        |        | 1−2    | 3−0      | 0−3     | 1−3   | 4−8     | 4    |
| Marroc         | 1−2        | 2−1    |        | 3−0      | 0−3     | 2−2   | 6−6     | 3    |
| Moçambic       | 0−3        | 0−3    | 0−3    |          | 0−3     | 0−4   | 0−12    | 5    |
| Noruega        | 2−1        | 3−0    | 3−0    | 3−0      |         | 4−0   | 11−1    | 1    |

Play-offs
| Ronda          | Equip A            | Resultat | Equip B    |
| -------------- | ------------------ | -------- | ---------- |
| Ascens         | Macedònia del Nord | 0 − 2    | Noruega    |
| Ascens         | Luxemburg          | 2 − 0    | Moldàvia   |
| Cinquè / Vuitè | Grècia             | 2 − 0    | Madagascar |
| Cinquè / Vuitè | Irlanda            | 0 − 2    | Montenegro |
| Novè / Dotzè   | Tunísia            | 2 − 0    | Xipre      |
| Novè / Dotzè   | Armènia            | 2 − 1    | Marroc     |
| Tretzè / Setzè | Islàndia           | 1 − 2    | Kosovo     |
| Tretzè / Setzè | Malta              | 0 − 2    | Algèria    |
| Dissetè        | Moçambic           |          |            |

## Sector Amèrica

### Grup I
Els partits del Grup I del sector americà es van disputar entre el 3 i el 6 de febrer de 2016 sobre terra batuda exterior de Country Club Las Palmas a Santa Cruz de la Sierra, Bolívia. Dividits en dos grups de tres i quatre països, els vencedors dels grups es van enfrontar en una eliminatòria per determinar el país que va accedir al Play-off del Grup Mundial II. Els dos equips pitjor classificats dels grups es van enfrontar en una eliminatòria, on els perdedors van descendir al Grup II del sector Amèrica.
Grup A
|              | Paraguai | Bolívia | Colòmbia | Mèxic | V − D | Partits | Pos. |
| Paraguai (1) |          | 2−1     | 2−1      | 2−1   | 3 − 0 | 6 − 3   | 1    |
| Bolívia      | 1−2      |         | 2−1      | 1−2   | 1 − 2 | 4 − 5   | 3    |
| Colòmbia     | 1−2      | 1−2     |          | 0−3   | 0 − 3 | 2 − 7   | 4    |
| Mèxic        | 1−2      | 2−1     | 3−0      |       | 2 − 1 | 6 − 3   | 2    |

Grup B
|               | Argentina | Brasil | Equador | Perú | V − D | Partits | Pos. |
| Argentina (2) |           | 2−1    | 3−0     | 3−0  | 3 − 0 | 8 − 1   | 1    |
| Brasil        | 1−2       |        | 3−0     | 3−0  | 2 − 1 | 7 − 2   | 2    |
| Equador       | 0−3       | 0−3    |         | 2−1  | 1 − 2 | 2 − 7   | 3    |
| Perú          | 0−3       | 0−3    | 1−2     |      | 0 − 3 | 1 − 8   | 4    |

Play-offs
| Ronda          | Equip A  | Resultat | Equip B   |
| -------------- | -------- | -------- | --------- |
| Ascens         | Paraguai | 0 − 2    | Argentina |
| Tercer / Quart | Mèxic    | 0 − 2    | Brasil    |
| Descens        | Bolívia  | 2 − 0    | Perú      |
| Descens        | Colòmbia | 2 − 0    | Equador   |

### Grup II
Els partits del Grup II del sector americà es van disputar entre l'1 i el 6 de febrer de 2016 sobre pista dura exterior de Centro de Tenis Honda a Bayamón, Puerto Rico. Dividits en dos grups de quatre i cinc països, els dos primers classificats de cada grup es van enfrontar en una eliminatòria per determinar els dos països que van accedir al Grup I del sector americà.
Grup A
|               | Veneçuela | Xile | Costa Rica | Hondures | V − D | Partits | Pos. |
| Veneçuela (1) |           | 2−1  | 3−0        | 3−0      | 3 − 0 | 8 − 1   | 1    |
| Xile          | 1−2       |      | 3−0        | 2−1      | 2 − 1 | 6 − 3   | 2    |
| Costa Rica    | 0−3       | 0−3  |            | 1−2      | 0 − 3 | 1 − 8   | 4    |
| Hondures      | 0−3       | 1−2  | 2−1        |          | 1 − 2 | 3 − 6   | 3    |

Grup B
|                          | República Dominicana | Guatemala | Puerto Rico | Bahames | Uruguai | V − D | Partits | Pos. |
| República Dominicana (2) |                      | 0−3       | 0−3         | 2−1     | 0−3     | 1 − 3 | 2 − 10  | 4    |
| Guatemala                | 3−0                  |           | 1−2         | 3−0     | 2−1     | 3 − 1 | 9 − 3   | 2    |
| Puerto Rico              | 3−0                  | 2−1       |             | 3−0     | 2−1     | 4 − 0 | 10 − 2  | 1    |
| Bahames                  | 1−2                  | 0−3       | 0−3         |         | 1−2     | 0 − 4 | 2 − 10  | 5    |
| Uruguai                  | 3−0                  | 1−2       | 1−2         | 2−1     |         | 2 − 2 | 7 − 5   | 3    |

Play-offs
| Ronda          | Equip A              | Resultat | Equip B    |
| -------------- | -------------------- | -------- | ---------- |
| Ascens         | Veneçuela            | 2 − 0    | Guatemala  |
| Ascens         | Puerto Rico          | 1 − 2    | Xile       |
| Cinquè / Vuitè | Hondures             | 0 − 2    | Uruguai    |
| Cinquè / Vuitè | República Dominicana | 0 − 2    | Costa Rica |
| Novè           | Bahames              |          |            |

## Sector Àsia/Oceania

### Grup I
Els partits del Grup I del sector asiàtico-oceànic es van disputar entre el 3 i el 6 de febrer de 2016 sobre pista dura exterior de True Arena Hua Hin a Hua Hin, Tailàndia. Dividits en dos grups de quatre països, els vencedors dels grups es van enfrontar en una eliminatòria per determinar el país que va accedir al Play-off del Grup Mundial II. Els dos equips pitjor classificats dels grups es van enfrontar en una eliminatòria, on els perdedor va descendir al Grup II del sector Àsia/Oceania.
Grup A
|            | Japó | Índia | Tailàndia | Uzbekistan | V − D | Partits | Pos. |
| Japó (1)   |      | 2−1   | 2−1       | 1−2        | 2 − 1 | 5 − 5   | 1    |
| Índia      | 1−2  |       | 0−3       | 3−0        | 1 − 2 | 4 − 5   | 3    |
| Tailàndia  | 1−2  | 3−0   |           | 3−0        | 2 − 1 | 7 − 2   | 2    |
| Uzbekistan | 2−1  | 0−3   | 0−3       |            | 1 − 2 | 2 − 7   | 4    |

Grup B
|                      | Kazakhstan | R.P. de la Xina | Corea del Sud | República de la Xina | V − D | Partits | Pos. |
| Kazakhstan (2)       |            | 0−3             | 3−0           | 1−2                  | 1 − 2 | 4 − 5   | 3    |
| R.P. de la Xina      | 3−0        |                 | 2−1           | 1−2                  | 2 − 1 | 6 − 3   | 2    |
| Corea del Sud        | 0−3        | 1−2             |               | 1−2                  | 0 − 3 | 2 − 7   | 4    |
| República de la Xina | 2−1        | 2−1             | 2−1           |                      | 3 − 0 | 6 − 3   | 1    |

Play-offs
| Ronda          | Equip A    | Resultat | Equip B              |
| -------------- | ---------- | -------- | -------------------- |
| Ascens         | Japó       | 1 − 2    | República de la Xina |
| Tercer / Quart | Tailàndia  | 1 − 2    | R.P. de la Xina      |
| Cinquè / Sisè  | Índia      | 3 − 0    | Kazakhstan           |
| Descens        | Uzbekistan | 0 − 3    | Corea del Sud        |

### Grup II
Els partits del Grup II del sector asiàtico-oceànic es van disputar entre el 12 i el 14 d'abril de 2016 sobre pista dura exterior de True Arena Hua Hin a Hua Hin, Tailàndia. Dividits en dos grups de cinc i sis països, els vencedors dels grups es van enfrontar en una eliminatòria per determinar el país que va accedir al Grup I del sector Àsia/Oceania.
Grup A
|                 | Bahrain | Filipines | Hong Kong | Iran | Pacific Oceania | V − D | Partits | Pos. |
| Bahrain         |         | 0−2       | 0−3       | 0−3  | 0−3             | 0−4   | 0−11    | 5    |
| Filipines       | 2−0     |           | 2−1       | 3−0  | 2−1             | 4−0   | 9−2     | 1    |
| Hong Kong       | 3−0     | 1−2       |           | 2−0  | 2−1             | 3−1   | 8−3     | 2    |
| Iran            | 3−0     | 0−3       | 0−2       |      | 0−3             | 1−3   | 3−8     | 4    |
| Pacific Oceania | 3−0     | 1−2       | 1−2       | 3−0  |                 | 2−2   | 8−4     | 3    |

Grup B
|             | Indonèsia | Kirguizstan | Malàisia | Pakistan | Singapur | Sri Lanka | V − D | Partits | Pos. |
| Indonèsia   |           | 3−0         | 1−2      | 3−0      | 1−2      | 3−0       | 3−2   | 11−4    | 3    |
| Kirguizstan | 0−3       |             | 0−3      | 0−3      | 2−1      | 0−3       | 1−4   | 2−13    | 6    |
| Malàisia    | 2−1       | 3−0         |          | 3−0      | 1−2      | 3−0       | 4−1   | 12−3    | 2    |
| Pakistan    | 0−3       | 3−0         | 0−3      |          | 1−2      | 0−2       | 1−4   | 4−10    | 5    |
| Singapur    | 2−1       | 1−2         | 2−1      | 2−1      |          | 2−1       | 4−1   | 9−6     | 1    |
| Sri Lanka   | 0−3       | 3−0         | 0−3      | 2−0      | 1−2      |           | 2−3   | 6−8     | 4    |

Play-offs
| Ronda        | Equip A         | Resultat | Equip B   |
| ------------ | --------------- | -------- | --------- |
| Ascens       | Filipines       | 2 − 0    | Singapur  |
| Tercer/Quart | Hong Kong       | 2 − 1    | Malàisia  |
| Cinquè/Sisè  | Pacific Oceania | 0 − 2    | Indonèsia |
| Setè/Vuitè   | Iran            | 1 − 2    | Sri Lanka |
| Novè/Desè    | Bahrain         | 0 − 3    | Pakistan  |
| Onzè         | Kirguizstan     |          |           |

## Resum
| Grup            | Grup      | Països                                                    |
| --------------- | --------- | --------------------------------------------------------- |
| Grup Mundial    | Campió    | Txèquia                                                   |
| Grup Mundial    | Finalista | França                                                    |
| Grup Mundial    | Descens   | Itàlia, Romania, Rússia                                   |
| Grup Mundial II | Ascens    | Belarús, Espanya, Estats Units                            |
| Grup Mundial II | Descens   | Canadà, Polònia, Sèrbia                                   |
| Grup I          | Ascens    | Bèlgica, Ucraïna, República de la Xina                    |
| Grup I          | Descens   | Equador, Perú, Sud-àfrica, Suècia, Uzbekistan             |
| Grup II         | Ascens    | Àustria, Bòsnia i Hercegovina, Filipines, Veneçuela, Xile |
| Grup II         | Descens   | Finlàndia, Liechtenstein                                  |
| Grup III        | Ascens    | Luxemburg, Noruega                                        |

## Rànquing
| Rànquing de la Copa Federació ITF 2016 (14/11/2016) | Rànquing de la Copa Federació ITF 2016 (14/11/2016) | Rànquing de la Copa Federació ITF 2016 (14/11/2016) | Rànquing de la Copa Federació ITF 2016 (14/11/2016) | Rànquing de la Copa Federació ITF 2016 (14/11/2016) | Rànquing de la Copa Federació ITF 2016 (14/11/2016) |
| Pos.                                                | País                                                | Punts                                               | Eliminatòries                                       | Ant.                                                | Mov.                                                |
| --------------------------------------------------- | --------------------------------------------------- | --------------------------------------------------- | --------------------------------------------------- | --------------------------------------------------- | --------------------------------------------------- |
| 1                                                   | Txèquia                                             | 38.575,00                                           | 11                                                  | 1                                                   | =                                                   |
| 2                                                   | França                                              | 15.615,00                                           | 9                                                   | 5                                                   | 3                                                   |
| 3                                                   | Alemanya                                            | 11.410,00                                           | 9                                                   | 4                                                   | 1                                                   |
| 4                                                   | Rússia                                              | 11.405,00                                           | 10                                                  | 2                                                   | 2                                                   |
| 5                                                   | Països Baixos                                       | 8.362,50                                            | 13                                                  | 6                                                   | 1                                                   |
| 6                                                   | Itàlia                                              | 8,327,50                                            | 9                                                   | 3                                                   | 3                                                   |
| 7                                                   | Suïssa                                              | 7.955,00                                            | 8                                                   | 8                                                   | 1                                                   |
| 8                                                   | Belarús                                             | 6.105,00                                            | 15                                                  | 15                                                  | 7                                                   |
| 9                                                   | Espanya                                             | 5.592,50                                            | 8                                                   | 16                                                  | 7                                                   |
| 10                                                  | Estats Units                                        | 5.475,00                                            | 8                                                   | 14                                                  | 4                                                   |